# Templo de San José (Minas Nuevas)
El templo o misión de San José es un edificio católico del pueblo de Minas Nuevas ubicado en el sur del estado de Sonora, en México. Fue construido en el año de 1813. La iglesia es catalogada como Monumento Histórico por el Instituto Nacional de Antropología e Historia (INAH) para su preservación.

## Historia
El lugar se conocía desde 1683 como Minas Nuevas y existía en este una gran actividad de explotación de minerales, en 1691 con el avance de los exploradores extranjeros en la Nueva España y los trabajos de evangelización de los nativos, el padre Pedro Sandoval fundó un templo que funcionaría como misión, que en las próximas décadas quedaría en ruinas, y se reemplazaría hasta 1813 por una pequeña capilla, el inmueble actual. Después en el siglo XX fue reconstruida y bendecida. Existe un dibujo realizado por J. Ross Brown cerca del año 1851 donde se aprecia la capilla.